# روبيرتو غويزاسولا
روبيرتو غويزاسولا (بالإسبانية: Roberto Guizasola)‏ (21 أغسطس 1984 بليما في بيرو - ) هو مدرب كرة قدم ولاعب كرة قدم بيروفي في مركزي الظهير والدفاع. شارك مع منتخب بيرو لكرة القدم. أما مع النوادي، فقد لعب مع أليانزا ليما وخوان أوريتش وروزاريو سنترال وسيينسيانو وكورونل بولوجنسي وسبورت أنكاش.

## وصلات خارجية
- روبيرتو غويزاسولا على موقع قاعدة بيانات كرة القدم.إي يو (الإنجليزية)
- روبيرتو غويزاسولا على موقع ناشيونال فوتبول تيمز (الإنجليزية)
- روبيرتو غويزاسولا على موقع Soccerway.com (الإنجليزية)
- روبيرتو غويزاسولا على موقع AS.com (الإسبانية)